# Tyrrell 004
Der Tyrrell 004 ist ein Rennwagen des ehemaligen britischen Formel-1-Teams Tyrrell. Zusammen mit den weitgehend baugleichen Tyrrell 002 und Tyrrell 003 bildete er eine Modellfamilie, die 1971 auf den im Vorjahr vorgestellten Prototyp Tyrrell 001 folgte. Die Familie 002/003/004 begründete den Ruf Tyrrells als einer der führenden Rennwagenkonstrukteure ihrer Zeit. Der 004 war ebenso wie seine Schwestermodelle ein Einzelstück. Er war von Beginn an lediglich als Ersatzfahrzeug vorgesehen und kam im Werksteam nur bei drei Weltmeisterschaftsläufen zum Einsatz. Der 004 ist das einzige Exemplar der Modellfamilie, das an ein unabhängiges Kundenteam verkauft wurde.

## Die Modellfamilie 002/003/004
Tyrrell bezeichnete seine Rennwagen regelmäßig mit einem fortlaufenden dreistelligen Zahlencode. Bis zum 005 knüpfte die Bezeichnung nicht an eine Baureihe, sondern an einzelne Fahrgestelle an. Der 002, der 003 und der 004 waren deshalb jeweils Einzelstücke. In technischer Hinsicht waren sie allerdings nahezu identisch. Die Fahrgestelle 002 und 003, die bereits im Januar bzw. April 1971 fertiggestellt waren, erhielten im Laufe des Jahres schrittweise einige technische Verbesserungen. Der 004, der erst Ende 1971 komplettiert wurde, war bereits von Beginn an mit diesen Modifikationen ausgestattet.

## Entstehungsgeschichte
Die Tyrrell Racing Organisation war seit den 1950er-Jahren in der Formel Junior, der Formel 3 und der Formel 2 angetreten. Nachdem Teamgründer Ken Tyrrell in den 1960er-Jahren zeitweise die Formel-2- und Formel-1-Werksteams von Cooper geleitet hatte, brachte er seinen eigenen Rennstall 1968 in die Formel 1. In den ersten beiden Jahren war Tyrrell ein reines Kundenteam, das Chassis von Matra mit Motoren von Cosworth kombinierte. Als Matra für die Saison 1970 die weitere Chassislieferung an Tyrrell von dem Einsatz französischer Motoren abhängig machte, beendete Ken Tyrrell die Beziehung zu Matra. Da keine anderen konkurrenzfähigen Kundenchassis verfügbar waren, entschied er sich für die Konstruktion eigener Rennwagen. Nach einer kurzen Übergangszeit mit Chassis von March war der erste Prototyp, der Tyrrell 001, im August 1970 einsatzbereit. Das von Derek Gardner unter großer Geheimhaltung konstruierte Auto war schnell, hatte aber zahlreiche Kinderkrankheiten, zu denen mangelhafte Öl- und Treibstoffversorgung, aber auch Zuverlässigkeitsprobleme im mechanischen Bereich gehörten. Der 001 ging 1970 und 1971 bei fünf Weltmeisterschaftsläufen an den Start, kam aber nur einmal ins Ziel: Beim Auftaktrennen der Saison 1971 in Südafrika wurde Stewart Zweiter. Hinzu kamen einzige Zieleinläufe bei Formel-1-Rennen, die keinen Weltmeisterschaftsstatus hatten.
Auf der Grundlage des 001 konstruierte Gardner die Modellfamilie 002/003/004. Sie waren weiterentwickelte und verbesserte Versionen des 001, dem sie im Kern noch sehr ähnelten.

## Konstruktion
Der Tyrrell 004 hatte ein Aluminiummonocoque, das aus stärkeren Aluminiumblechen geformt war als beim Vorgänger. Das Monocoque war 10 cm länger war als das des 001 und bot mehr Ellenbogenfreiheit. Der Überrollbügel hinter dem Fahrer war verstärkt worden. Vorn wurden einteilige Dreieckslenker verwendet. Der 004 hatte doppelte Scheibenbremsen von Girling. Als Antrieb verwendete Tyrrell den etablierten Cosworth-DFV-Motor mit 3,0 Liter Hubraum; die Kraftübertragung übernahm ein Fünfganggetriebe von Hewland (FG40). Tyrrell gehörte allerdings zu Cosworths bevorzugten Kunden. Während die meisten DFV-Motoren etwa 435 PS leisteten, standen den Tyrrell-Fahrern speziell überarbeitete Versionen zur Verfügung, die 10 bis 15 PS mehr abgaben.
Die Karosserie entsprach den 002 und 003 in ihrer letzten Form. Der 004 hatte von Beginn an eine Lufthutze aus Kunststoff über dem Motor sowie einen neuen Frontspoiler, der sich über die gesamte Fahrzeugbreite erstreckte und die Luft über die Vorderräder leiten sollte.

## Renneinsätze

### 1972
Jackie Stewart fuhr ihn beim Großen Preis von Monaco; er wurde im 004 Vierter. Danach gab Tyrrell das Auto zweimal an Patrick Depailler, der in Frankreich und den USA als dritter Fahrer des Tyrrell-Werksteams an den Start ging. In Frankreich war er nicht klassiert, in den USA wurde er Siebter.

### 1973 und 1974
Ende 1972 verkaufte Tyrrell den 004 an den südafrikanischen Rennfahrer Eddie Keizan, der ihn 1973 und 1974 in der Südafrikanischen Formel-1-Meisterschaft einsetzte und darüber hinaus in beiden Jahren in der Formel-1-Weltmeisterschaft beim Großen Preis von Südafrika an den Start brachte. Beim Weltmeisterschaftslauf 1973 war Keizan nicht klassiert, 1974 beendete er das Rennen als 14.

## Rennergebnisse
| Fahrer                           | 1 | 2 | 3  | 4 | 5 | 6  | 7 | 8 | 9 | 10 | 11 | 12 | 13 | 14 | 15 | Punkte | Rang |
| -------------------------------- | - | - | -- | - | - | -- | - | - | - | -- | -- | -- | -- | -- | -- | ------ | ---- |
| Automobil-Weltmeisterschaft 1972 |   |   |    |   |   |    |   |   |   |    |    |    |    |    |    | 2 (45) | 2    |
| J. Stewart                       |   |   |    | 4 |   |    |   |   |   |    |    |    |    |    |    | 2 (45) | 2    |
| P. Depailler                     |   |   |    |   |   | NC |   |   |   |    |    | 7  |    |    |    | 0      | 2    |
| Automobil-Weltmeisterschaft 1973 |   |   |    |   |   |    |   |   |   |    |    |    |    |    |    | 0      | 2    |
| E. Keizan                        |   |   | NC |   |   |    |   |   |   |    |    |    |    |    |    | 0      | 2    |
| Automobil-Weltmeisterschaft 1974 |   |   |    |   |   |    |   |   |   |    |    |    |    |    |    | 0      | 3    |
| E. Keizan                        |   |   | 14 |   |   |    |   |   |   |    |    |    |    |    |    | 0      | 3    |

| Legende  | Legende            | Legende                                                          |
| Farbe    | Abkürzung          | Bedeutung                                                        |
| -------- | ------------------ | ---------------------------------------------------------------- |
| Gold     | –                  | Sieg                                                             |
| Silber   | –                  | 2. Platz                                                         |
| Bronze   | –                  | 3. Platz                                                         |
| Grün     | –                  | Platzierung in den Punkten                                       |
| Blau     | –                  | Klassifiziert außerhalb der Punkteränge                          |
| Violett  | DNF                | Rennen nicht beendet (did not finish)                            |
| Violett  | NC                 | nicht klassifiziert (not classified)                             |
| Rot      | DNQ                | nicht qualifiziert (did not qualify)                             |
| Rot      | DNPQ               | in Vorqualifikation gescheitert (did not pre-qualify)            |
| Schwarz  | DSQ                | disqualifiziert (disqualified)                                   |
| Weiß     | DNS                | nicht am Start (did not start)                                   |
| Weiß     | WD                 | zurückgezogen (withdrawn)                                        |
| Hellblau | PO                 | nur am Training teilgenommen (practiced only)                    |
| Hellblau | TD                 | Freitags-Testfahrer (test driver)                                |
| ohne     | DNP                | nicht am Training teilgenommen (did not practice)                |
| ohne     | INJ                | verletzt oder krank (injured)                                    |
| ohne     | EX                 | ausgeschlossen (excluded)                                        |
| ohne     | DNA                | nicht erschienen (did not arrive)                                |
| ohne     | C                  | Rennen abgesagt (cancelled)                                      |
| ohne     | keine WM-Teilnahme |                                                                  |
| sonstige | P/fett             | Pole-Position                                                    |
| sonstige | 1/2/3/4/5/6/7/8    | Punktplatzierung im Sprint-/Qualifikationsrennen                 |
| sonstige | SR/kursiv          | Schnellste Rennrunde                                             |
| sonstige | *                  | nicht im Ziel, aufgrund der zurückgelegten Distanz aber gewertet |
| sonstige | ()                 | Streichresultate                                                 |
| sonstige | unterstrichen      | Führender in der Gesamtwertung                                   |